# وسقونقان
وسقونقان (دلیجان)، روستایی از توابع بخش مرکزی شهرستان دلیجان در استان مرکزی ایران است.

## جمعیت
این روستا در دهستان جاسب جا دارد و بنابر سرشماری مرکز آمار ایران در سال ۱۳۸۵، ۲۲۶ نفر (۸۸خانوار) جمعیت داشته است.